# Gasolinera Goya
La gasolinera Goya es un edificio ubicado en la calle Monseñor Cadena y Eleta, enfrente del parque de la Florida, junto a las jardines de la Catedral Nueva de Vitoria (Álava, País Vasco, España).

## Historia
El edificio fue proyectado en 1935 por el arquitecto alavés Luis López de Uralde, en colaboración con Francisco Alonso Martos, a petición del promotor Vicente Goya. La gasolinera, en pleno centro urbano,  estuvo en funcionamiento hasta el año 2011. Años después, el edificio pasó a manos del Ayuntamiento de Vitoria en 2022.

## Descripción
La Gasolinera Goya es uno de los pocos ejemplos del primer Racionalismo que se conservan en el País Vasco. Se trata de una construcción de un solo volumen de carácter eminentemente horizontal, distribuida en dos plantas. La planta baja, en su mayor parte abierta en un gran vano de 22 metros de longitud, está apeada sobre pilares. Sobre ella, una marquesina volada realizada en hormigón armado cubre la zona de surtidores y el acceso a la estación. La planta superior está cerrada con grandes ventanales horizontales con estructura metálica. Una rampa conducía  a los automóviles a las plazas del taller mecánico en la planta superior. Remata la construcción una balaustrada que recorre el perímetro del edificio, sobre la que se asienta el rótulo.

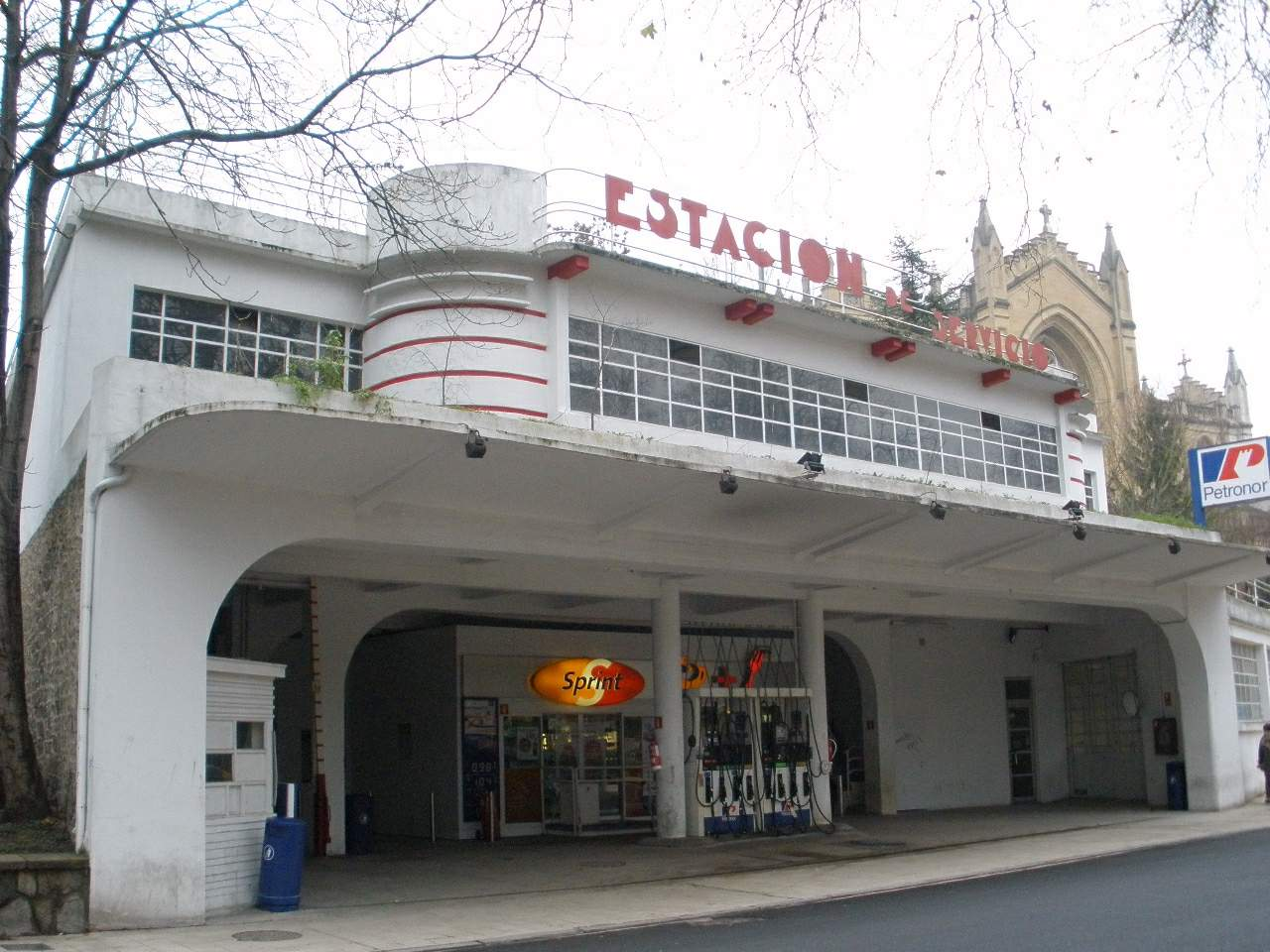
Gasolinera Goya

## Protección patrimonial
Por orden del Gobierno Vasco de 22 de noviembre de 1994, se inscribió a la Gasolinera Goya como Bien Cultural, con la categoría de Monumento, en el Inventario General del Patrimonio Cultural Vasco. La decisión se fundamentó en su especial valor arquitectónico. 